# Little Beard
Little Beard (Barbita) o Si- gwa-ah-doh-qwih (Lanza colgante; ¿?- 1806), fue un jefe de la tribu seneca que participó en la guerra de independencia de los Estados Unidos del lado de los británicos. Después del conflicto, conforme con su resultado, continuó residiendo en Nueva York.
Su poblado, Little Beard´s town, se ubicaba cerca de otros pueblos seneca, cerca de Leicester en el Condado de Livingstone, Nueva York. Se componía de unas 30 casas. 
Participó en eventos tales como la masacre de Cherry Valley en 1778, la muerte de Body y Parker, y la captura de exploradores de la expedición Sullivan de 1779. Su poblado fue destruido por las nuevas fuerzas europeas. La actual ciudad de Cuylerville fue construida sobre ese lugar. 
Little Beard  fue uno de los jefes seneca que firmó el Tratado de Canandaigua de 1794 que estableció reservas para los Iroqueses. Murió a consecuencia de lesiones recibidas en una riña de taberna en 1806.